# CareFusion
CareFusion est une entreprise spécialisée dans le matériel médical, basée à San Diego aux États-Unis. Elle est issue d'une scission de Cardinal Health.

## Histoire
En octobre 2014, Becton Dickinson acquiert CareFusion pour 12 milliards de dollars, payé principalement en liquidé. Les actionnaires de CareFusion n'ayant que 8 % de la nouvelle entité créée